# Polány
Polány is een plaats (község) en gemeente in het Hongaarse comitaat Somogy. Polány telt 241 inwoners (2001).